# Bolesław Greczyński

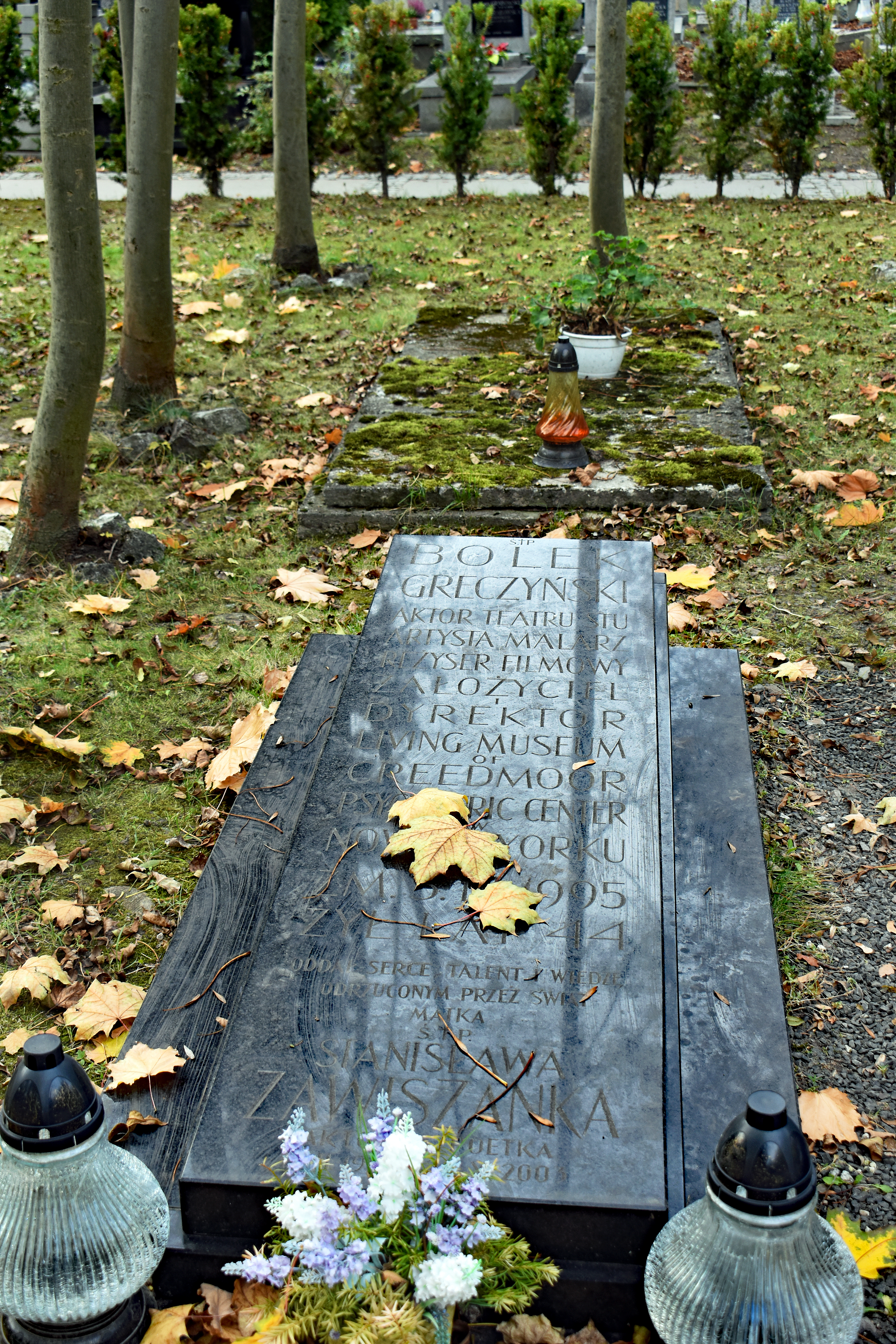
Grób Bolesława Greczyńskiego i jego matki Stanisławy Zawiszanki na cmentarzu Rakowickim

Bolesław (Bolek) Greczyński (ur. 1951, zm. 5 marca 1995 w Nowym Jorku) – polski aktor teatralny, reżyser.
Związany przez wiele lat z Teatrem STU – odtwórca ról w spektaklach Exodus, Sennik polski, Pacjenci. W 1978 wyjechał do Nowego Jorku, gdzie ukończył reżyserię filmową na University Columbia. Reżyser etiudy White boy resume.
W 1998 powstał film biograficzny o aktorze Linia "D" Kraków - Nowy Jork.
Został pochowany w alei zasłużonych krakowskiego cmentarza Rakowickiego (kwatera LXIX pas C-2-1).